# Jełoguj
Jełoguj (ros. Елогуй) – rzeka w azjatyckiej części Rosji, w zachodniej części Kraju Krasnojarskiego, lewy dopływ Jeniseju.
Liczy 464 km a powierzchnia jej dorzecza wynosi 25 100 km². Powstaje z połączenia Lewego i Prawego Jełoguju. Reżim mieszany z przewagą śnieżnego. Brzegi porośnięte lasami bagiennymi. Zamarza pod koniec października i lód utrzymuje się do maja. Rzeka jest żeglowna od osady Kiełłog.